# Ръсел Роджърс
Ръсел Ли Роджърс (на английски: Russell Lee Rogers) е американски тест пилот и подполковник от USAF.

## Образование
Ръсел Роджърс завършва гимназия в родния си град. През 1958 г. завършва Щатския университет в Боулдър, Колорадо с бакалавърска степен по електроинженерство.

## Военна кариера
Ръсел Роджърс е избран е за астронавт от USAF през април 1962 г. Започва тренировки в авиобазата Едуардс, Калифорния. След прекратяване на програмата Х - 20 Dyna-Soar се завръща на редовна военна служба. Загива на 13 септември 1967 г. след катастрофа на пилотирания от него изтребител F-105 Тъндърчийф в небето над авиобазата Кадена на остров Окинава, Япония.